# New Century Theatre
Il New Century Theatre è stato un teatro di Broadway, situato al 932 della Seventh Avenue nella West 58th Street di Midtown Manhattan.

## Storia
Il teatro, con 1.700 posti a sedere, fu progettato dall'architetto Herbert J. Krapp per gli Shubert, che originariamente la chiamarono Jolson's 59th Street Theatre dopo Al Jolson, che aprì la nuova sede con Bombo, un musical di Sigmund Romberg il 6 ottobre 1921. Due anni dopo ospitò la prima americana del Teatro d'arte di Mosca di Konstantin Stanislavski.
Il teatro ha subito diversi cambi di nome negli anni successivi. Come Central Park Theatre, fu gestito come un cinema. Divenne poi il Teatro Shakespeare, il Teatro Molly Picon, il Venice Theatre e due volte tornò a Teatro Jolson, in onore di Al Jolson, prima di essere finalmente ristrutturato e riaperto come New Century l'8 aprile 1944.
Il suo posto nella storia del teatro fu stabilito nel 1937 quando Orson Welles e la sua troupe del Federal Theatre Project condussero la loro produzione di The Cradle Will Rock in quello che allora era chiamato il Venice Theatre e rappresentarono il musical dai posti a sedere tra il pubblico in barba ad Actors Equity.
Tra la fine degli anni Quaranta e l'inizio degli anni Cinquanta, la NBC utilizzò il Nuovo Secolo per programmi televisivi in diretta eseguiti davanti al pubblico in studio. Il teatro fu chiuso nel 1954 e demolito nel 1962.

## Produzioni importanti
- 1921: Bombo
- 1923: Three Sisters; The Cherry Orchard; Irene
- 1924: The Student Prince
- 1929: Naughty Marietta
- 1932: A Midsummer Night's Dream
- 1937: The Cradle Will Rock
- 1944: Follow the Girls
- 1945: Mr. Strauss Goes to Boston[2]
- 1947: High Button Shoes
- 1948: Kiss Me, Kate
- 1950: Out of This World of Cole Porter
- 1951: Jose Greco Ballet
- 1953: Carnival in Flanders